# Evarcha bulbosa
Evarcha bulbosa är en spindelart som beskrevs av Zabka 1985. Evarcha bulbosa ingår i släktet Evarcha och familjen hoppspindlar. Inga underarter finns listade i Catalogue of Life.